# Zachary Railey
Zachary Scott Railey –conocido como Zach Railey– (San Petersburgo, 9 de mayo de 1984) es un deportista estadounidense que compitió en vela en la clase Finn. Su hermana Paige también compite en vela.
Participó en dos Juegos Olímpicos de Verano, en los años 2008 y 2012, obteniendo una medalla de plata en Pekín 2008, en la clase Finn. Ganó una medalla de plata en el Campeonato Mundial de Finn de 2009.

## Palmarés internacional
| \| Juegos Olímpicos \| Juegos Olímpicos \| Juegos Olímpicos \| Juegos Olímpicos \| \| Año \| Lugar \| Medalla \| Clase \| \| ------------------ \| ---------------------- \| ---------------- \| ---------------- \| \| 2008 \| Pekín (China) \| Medalla de plata \| Finn \| \| Campeonato Mundial \| \| \| \| \| Año \| Lugar \| Medalla \| Clase \| \| 2009 \| Vallensbæk (Dinamarca) \| Medalla de plata \| Finn \| |                        |                  |       |
| Juegos Olímpicos |                        |                  |       |
| Año | Lugar                  | Medalla          | Clase |
| 2008 | Pekín (China)          | Medalla de plata | Finn  |
| Campeonato Mundial |                        |                  |       |
| Año | Lugar                  | Medalla          | Clase |
| 2009 | Vallensbæk (Dinamarca) | Medalla de plata | Finn  |